# Ned Kelly (película de 2003)
Ned Kelly es una película australiana de 2003 que narra las hazañas de uno de los fugitivos más buscados de la historia por la Corona de Inglaterra. Dirigida por Gregor Jordan, está protagonizada por Heath Ledger, Orlando Bloom, Geoffrey Rush y Naomi Watts.

## Argumento
Se sitúa a mediados del siglo XIX. Ned Kelly (Heath Ledger) es un muchacho problemático que acaba de salir de prisión por un delito que no había cometido y que sólo desea reunirse con su familia y amigos. Las cosas se truncan cuando un policía trata de cortejar a su hermana de una forma poco ortodoxa y provoca enfrentamientos. Un simple altercado conducirá a una serie de acontecimientos en espiral que terminarán con el encierro de la madre de Kelly en prisión por intento de asesinato, y se dictará una orden de busca y captura contra el propio Kelly. Éste huirá con su hermano y unos amigos e intentará por todos los medios poner fin a la situación y demostrar la corrupción policial. El paso del tiempo convertirá a Kelly en el mayor fugitivo que hasta entonces se había conocido, y se ofrecerá una recompensa de más de ocho mil libras por su cabeza.

## Reparto
- Heath Ledger as Ned Kelly
- Orlando Bloom como Joe Byrne
- Geoffrey Rush como el capataz Francis Hare
- Naomi Watts as Julia Cook
- Joel Edgerton como Aaron Sherritt
- Philip Barantini como Steve Hart
- Kerry Condon como Kate Kelly
- Kris McQuade como Ellen Kelly
- Emily Browning como Grace Kelly

## Recepción
En total, la película recaudó $5.040.860 en Australia, $86.959 en Estados Unidos y $6.585.516 en el resto del mundo.